# Laurensberg
Laurensberg is een wijk en een stadsdeel (Stadtbezirk) van de Duitse gemeente Aken in de deelstaat Noordrijn-Westfalen. Het ten noordwesten van het Akense stadscentrum gelegen stadsdeel telde in 2023 bijna 21.000 inwoners. Laurensberg geldt als hét onderwijscentrum van de stad Aken. Veel onderwijs- en onderzoeksgebouwen van de RWTH Aken (Rheinisch-Westfälische Technische Hochschule), alsmede het Universitair Ziekenhuis Aken (Klinikum Aachen) zijn hier gevestigd.

## Topografie, bevolking
Laurensberg grenst aan de Nederlandse gemeenten Heerlen, Simpelveld, Gulpen-Wittem en Vaals en aan de Belgische gemeenten Kelmis en Gemmenich. Binnen de gemeente Aken grenst het aan de stadsdelen Aachen-Mitte, Richterich en Haaren. Verder grenst het aan de Duitse gemeenten Herzogenrath en Würselen, die beide deel uitmaken van de Städteregion Aachen.
Naast Laurensberg zelf omvat het stadsdeel de kernen Vaalserquartier, Lemiers, Orsbach, Seffent, Soers en Vetschau. Op Vaalserquartier na zijn dat allemaal kleine tot zeer kleine dorpen. Voor statistische doeleinden bestaat het stadsdeel uit twee wijken: Vaalserquartier (wijk 64) en Laurensberg (wijk 65). Op 31 december 2023 had wijk 64, waartoe ook de universiteitswijk Melaten wordt gerekend, 9.954 inwoners; wijk 65 had toen 10.827 inwoners.

## Geschiedenis
De eerste gedocumenteerde informatie over de plaatsnaam dateert uit 1218, toen de Keulse aartsbisschop Engelbert II van Berg de kerk te St. Laurentii Bergh schonk aan het Mariakapittel van de Dom van Aken (waarvan hij eerder domproost was geweest). Laurensberg was met zijn parochiekerk in die tijd al het centrum van een uitgebreide parochie, waartoe ook de dorpen en gehuchten Orsbach, Seffent, Vetschau, Soers, Richterich, Scheid, Horbach en Steinstraß behoorden.
Vanaf 1336 was Laurensberg een van de zeven kwartieren van het Rijk van Aken, het Berger Quartier genoemd. Aan de ligging binnen de Akense verdedigingsgordel herinneren restanten van een landweer of -graaf, de zogenaamde Aachener Landgrab, alsmede enkele voormalige wachttorens, waarvan de wachters de taak hadden om bij onraad de hoofdwacht op de Akense Langer Turm te waarschuwen. Een van die verdedigingstorens is thans onderdeel van het Haus Hirsch aan de Laurentiusstraße. Een andere maakt deel uit van de Burg Orsbach.

In de Franse Tijd werd het Rijk van Aken opgeheven. Laurensberg werd een zelfstandige gemeente en bleef dat tot 1972. Op 1 januari van dat jaar werd Laurensberg bij de gemeente Aken gevoegd, waarna het een snelle ontwikkeling doormaakte. Tussen 1970 en 1995 verdubbelde het aantal inwoners. Opvallende ontwikkelingen deden zich vanaf de jaren 1970 voor rondom het landgoed Melaten, een voormalige leprozerie en later pachthoeve, waar in 1985 het enorme Klinikum Aken werd voltooid, omstreeks dezelfde tijd de universiteitswijk Campus Melaten tot stand kwam, en in de jaren 1990 een botanische tuin werd aangelegd, met onder andere de op historische voorbeelden geïnspireerde Karlsgarten.

## Galerij

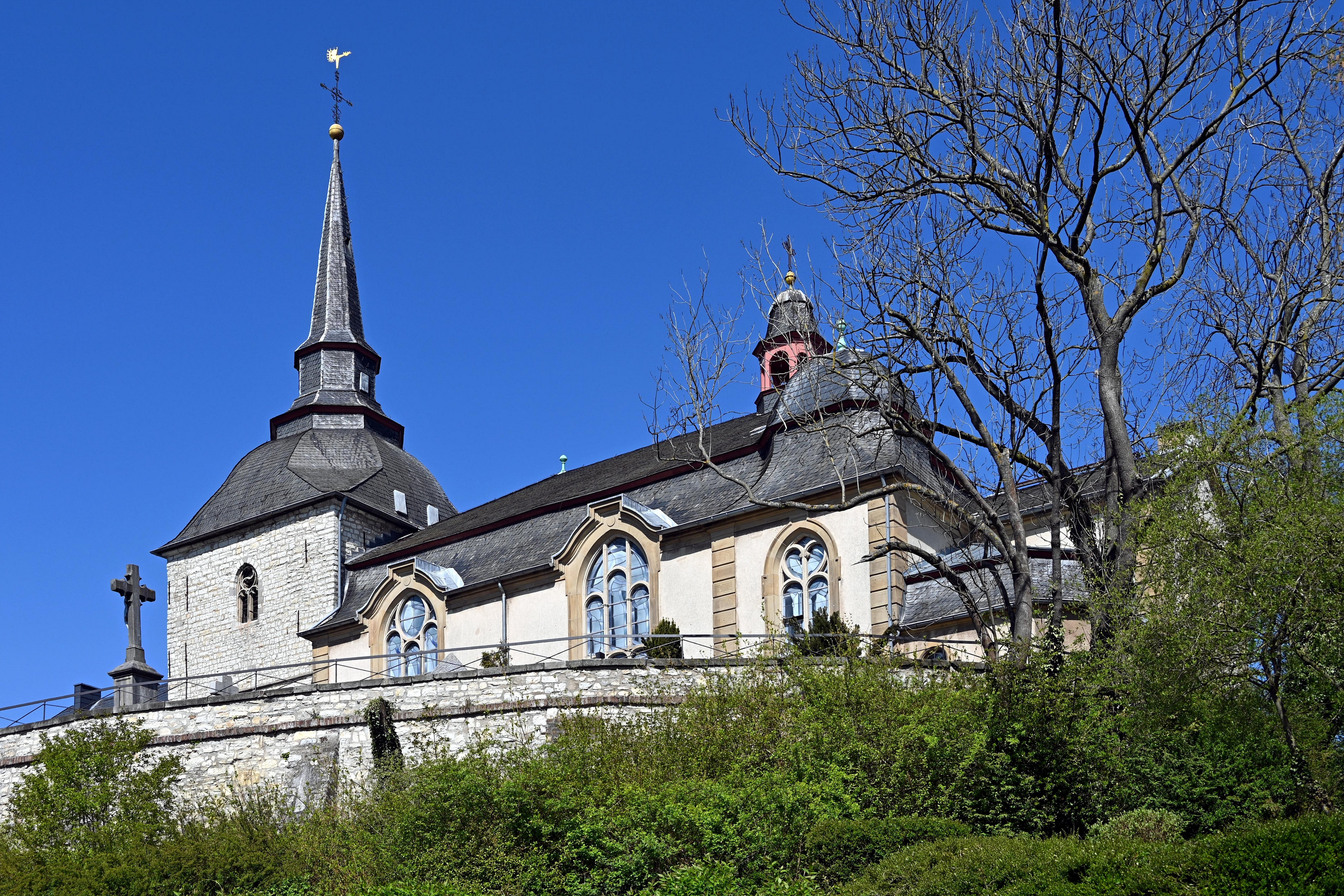
Sint-Laurentiuskerk
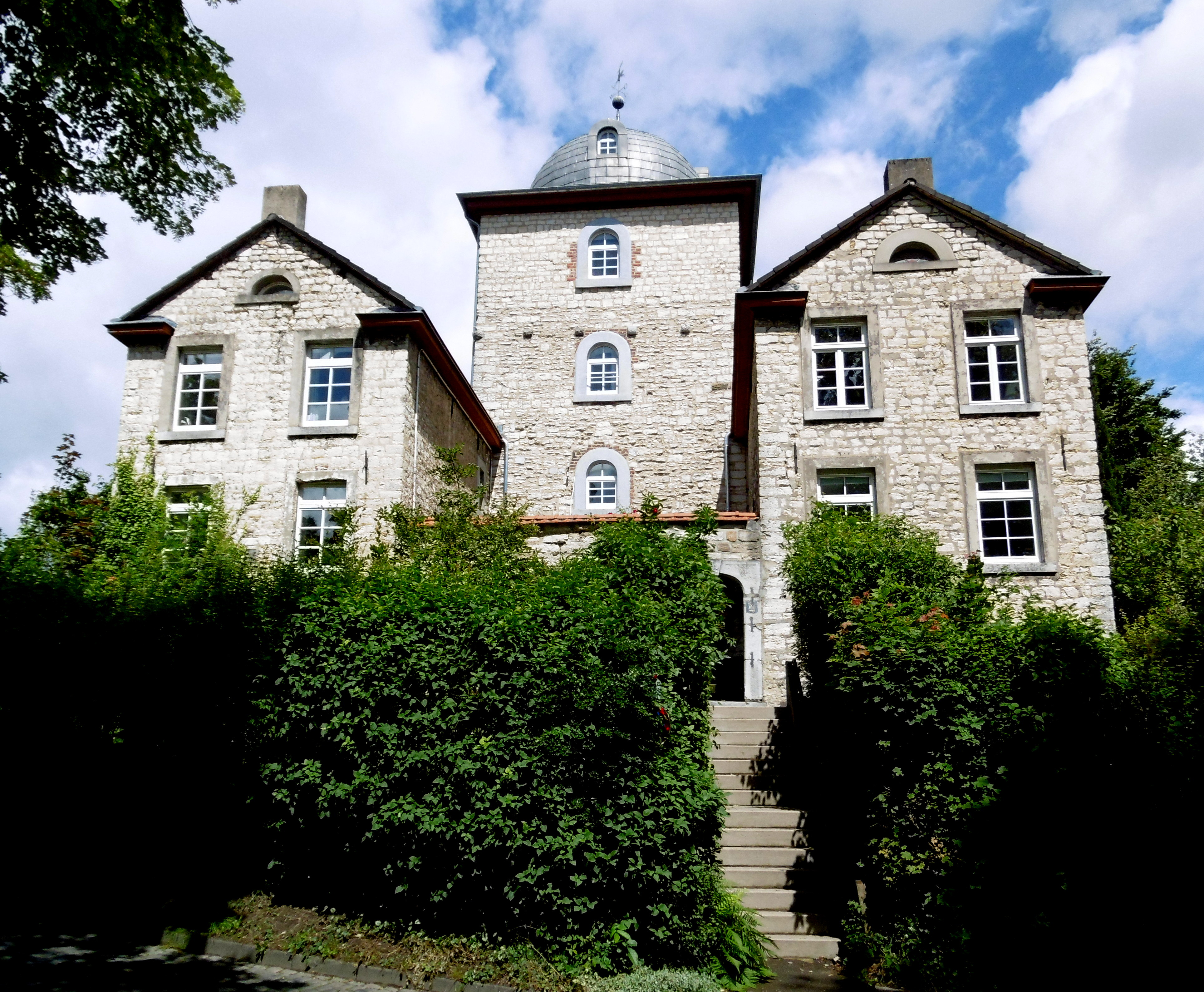
Haus Hirsch
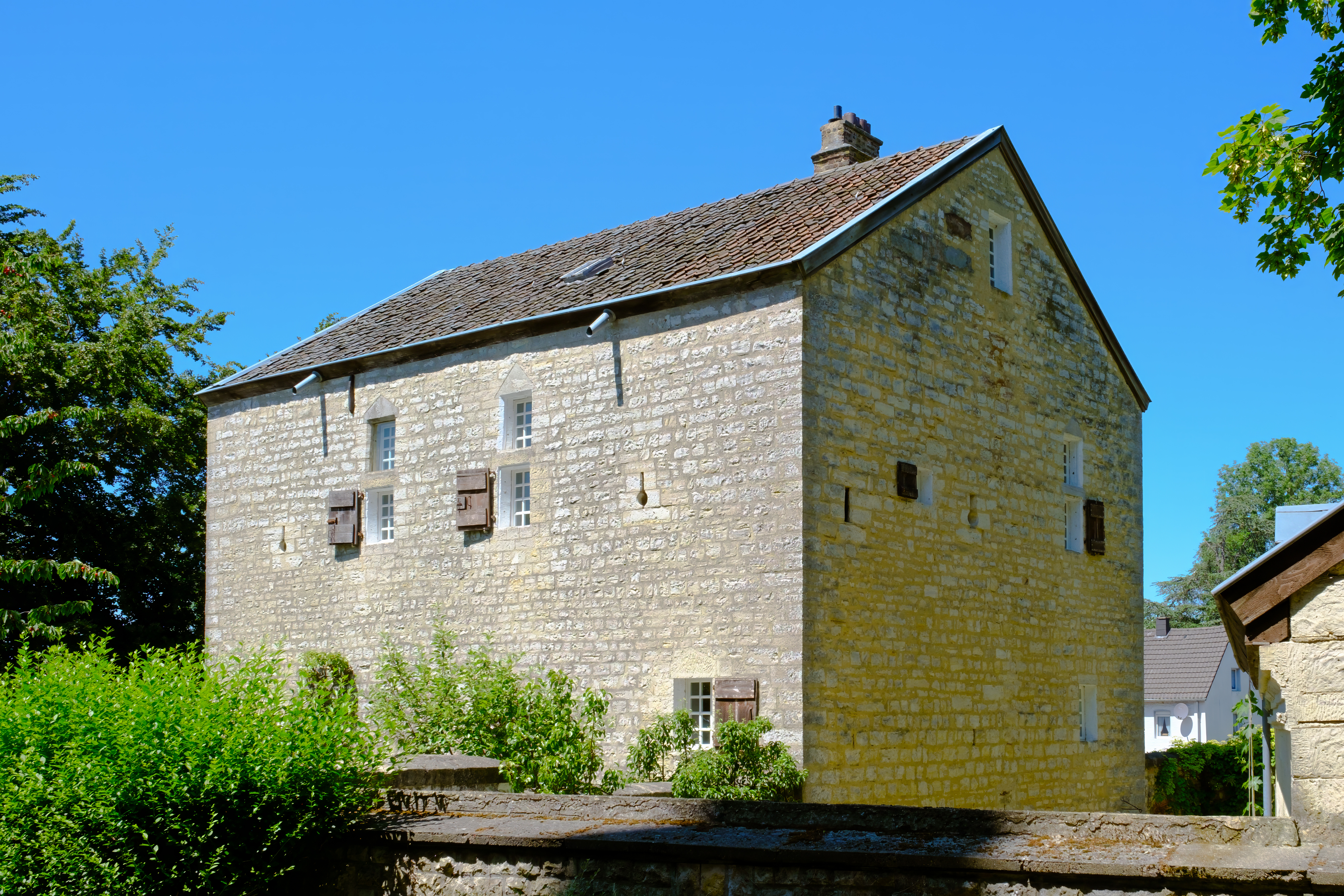
Burg Orsbach
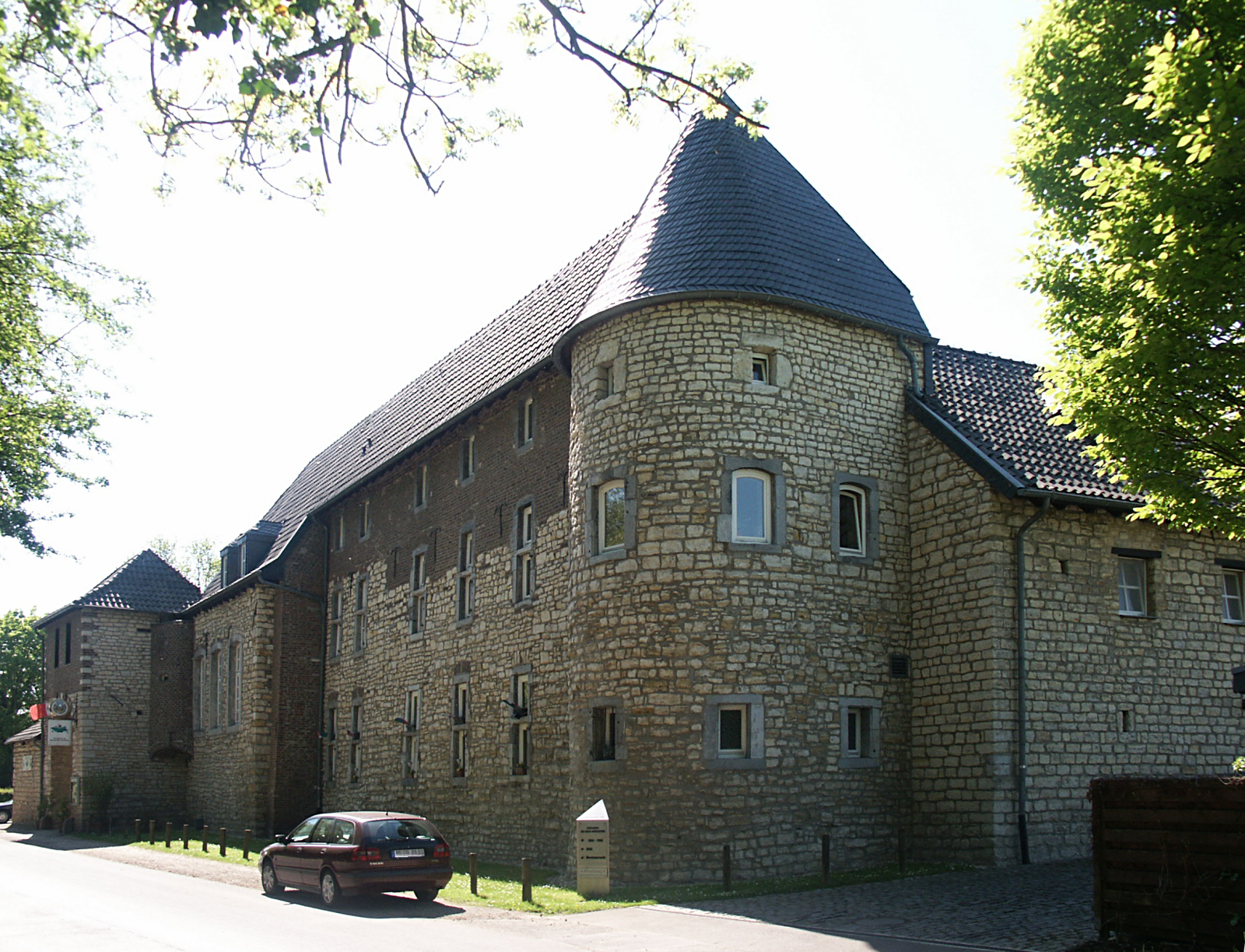
Burg Seffent
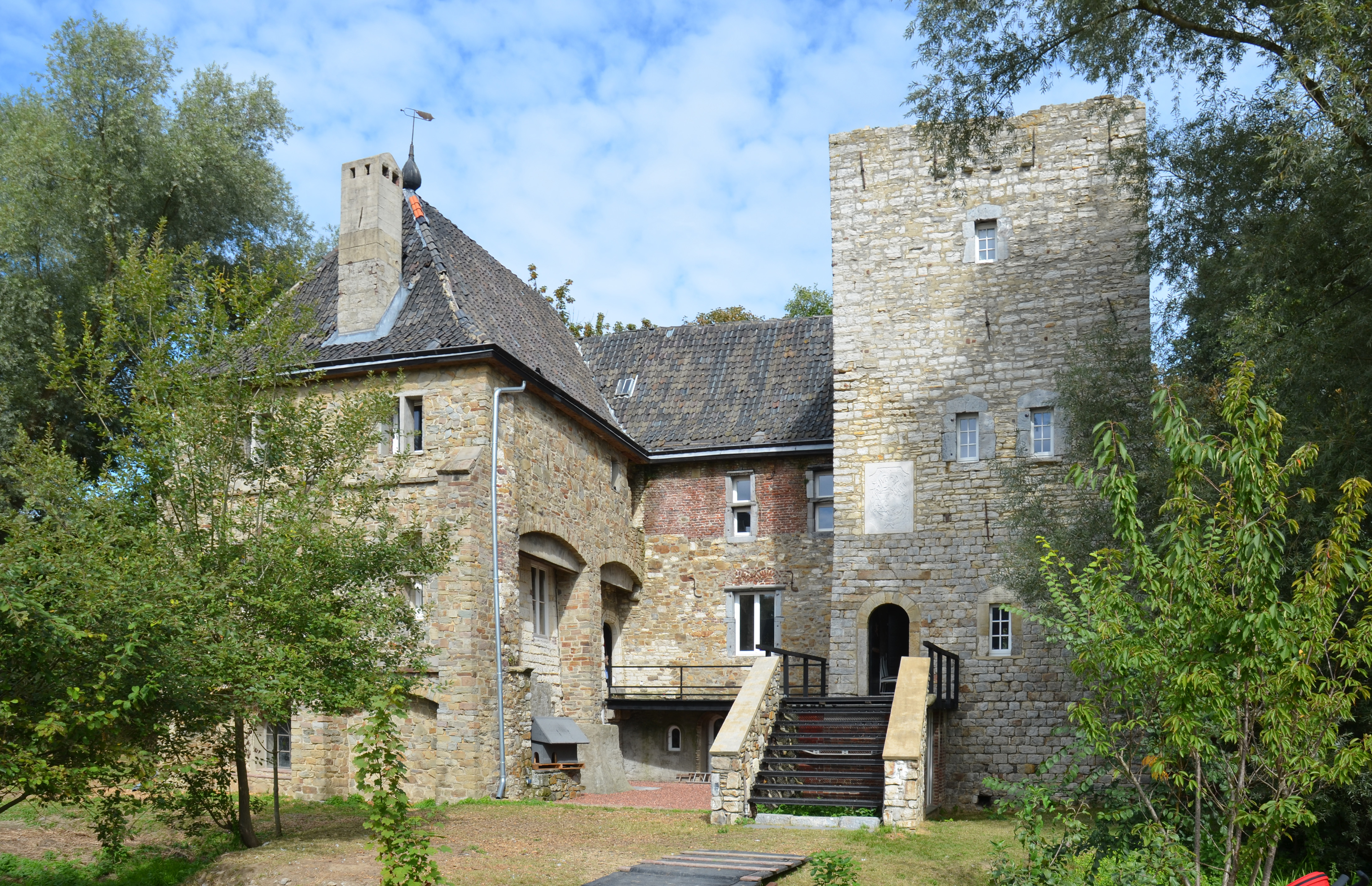
Soerser Haus
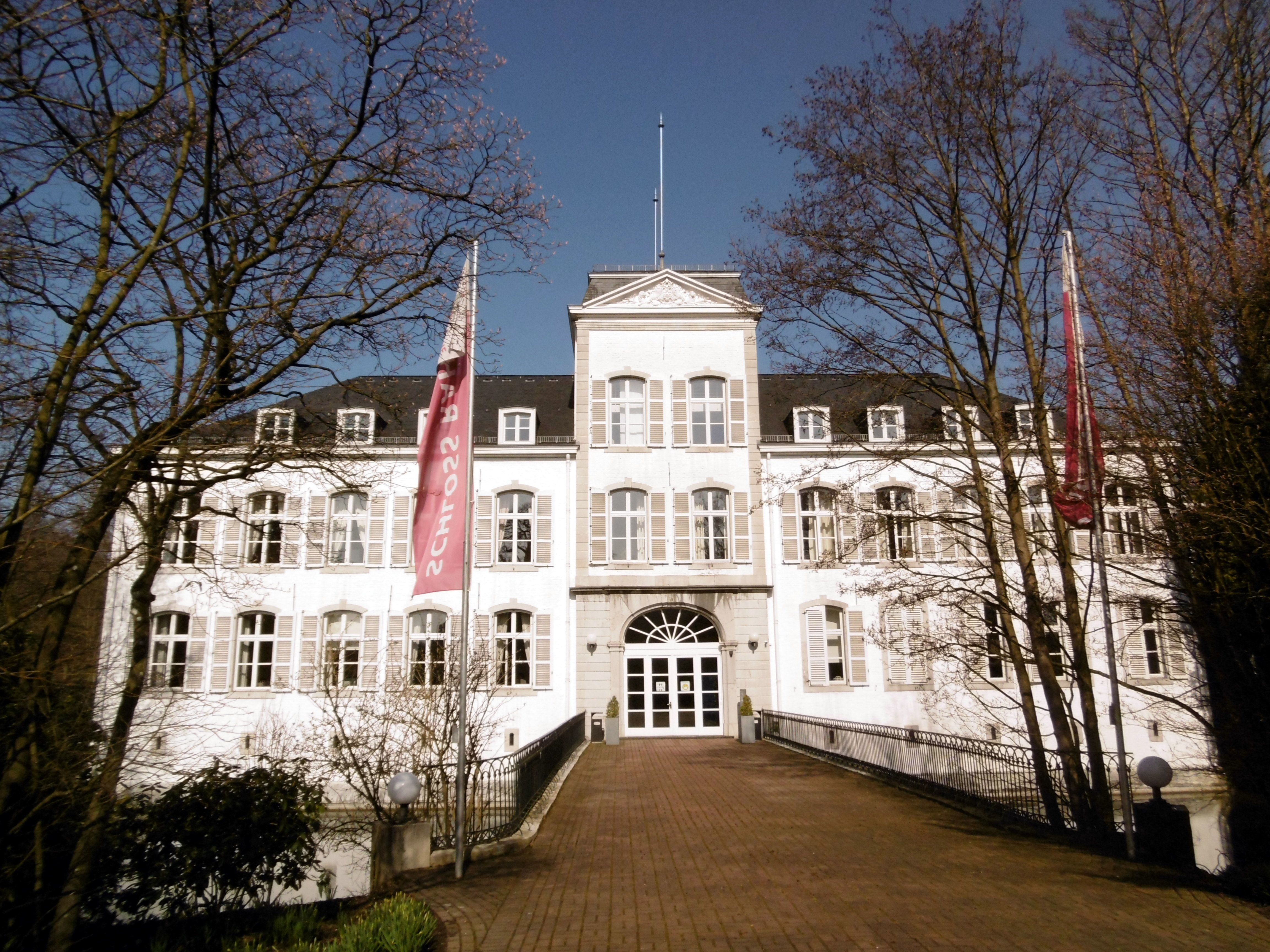
Schloss Rahe
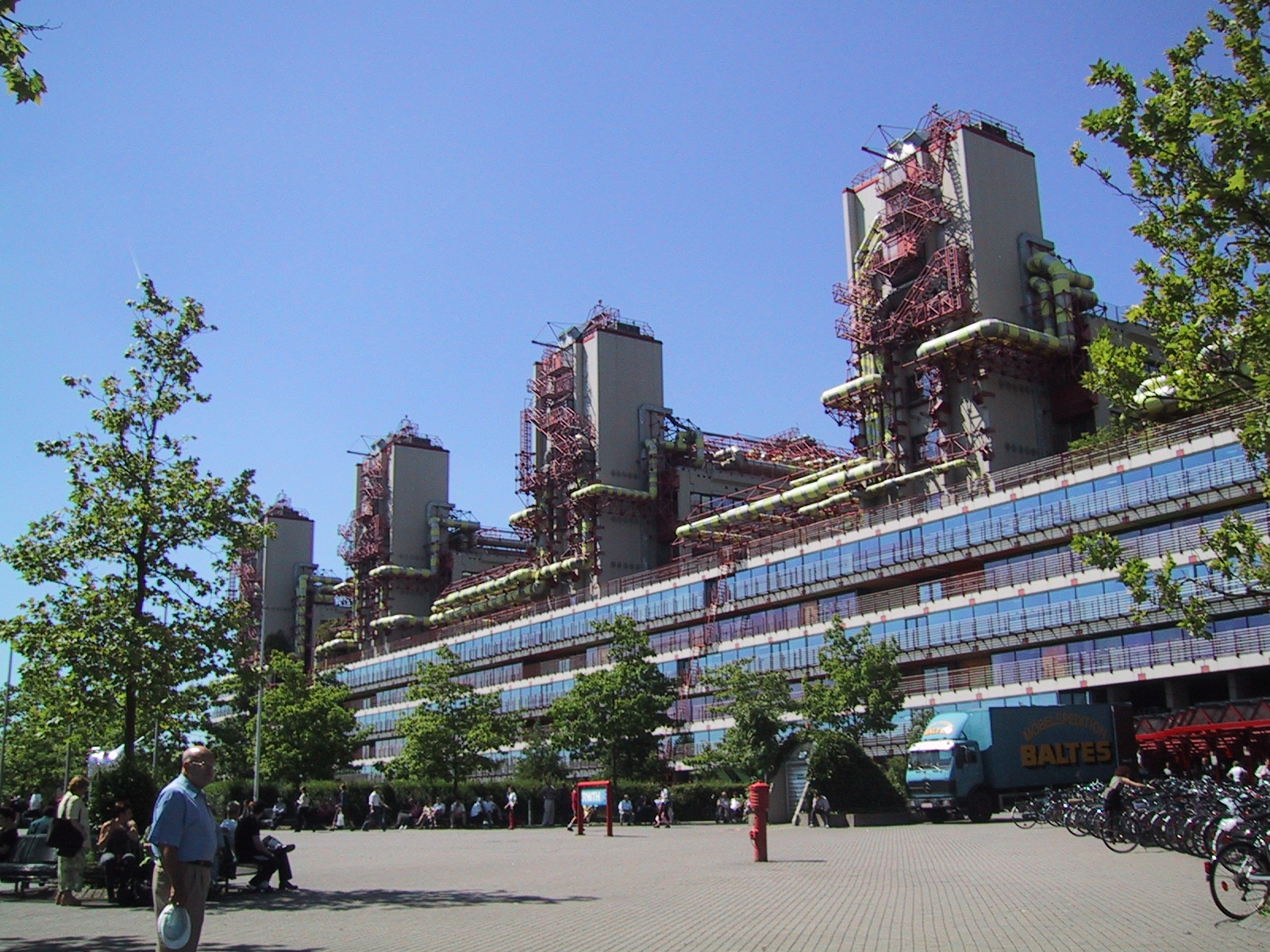
Universiteitsziekenhuis
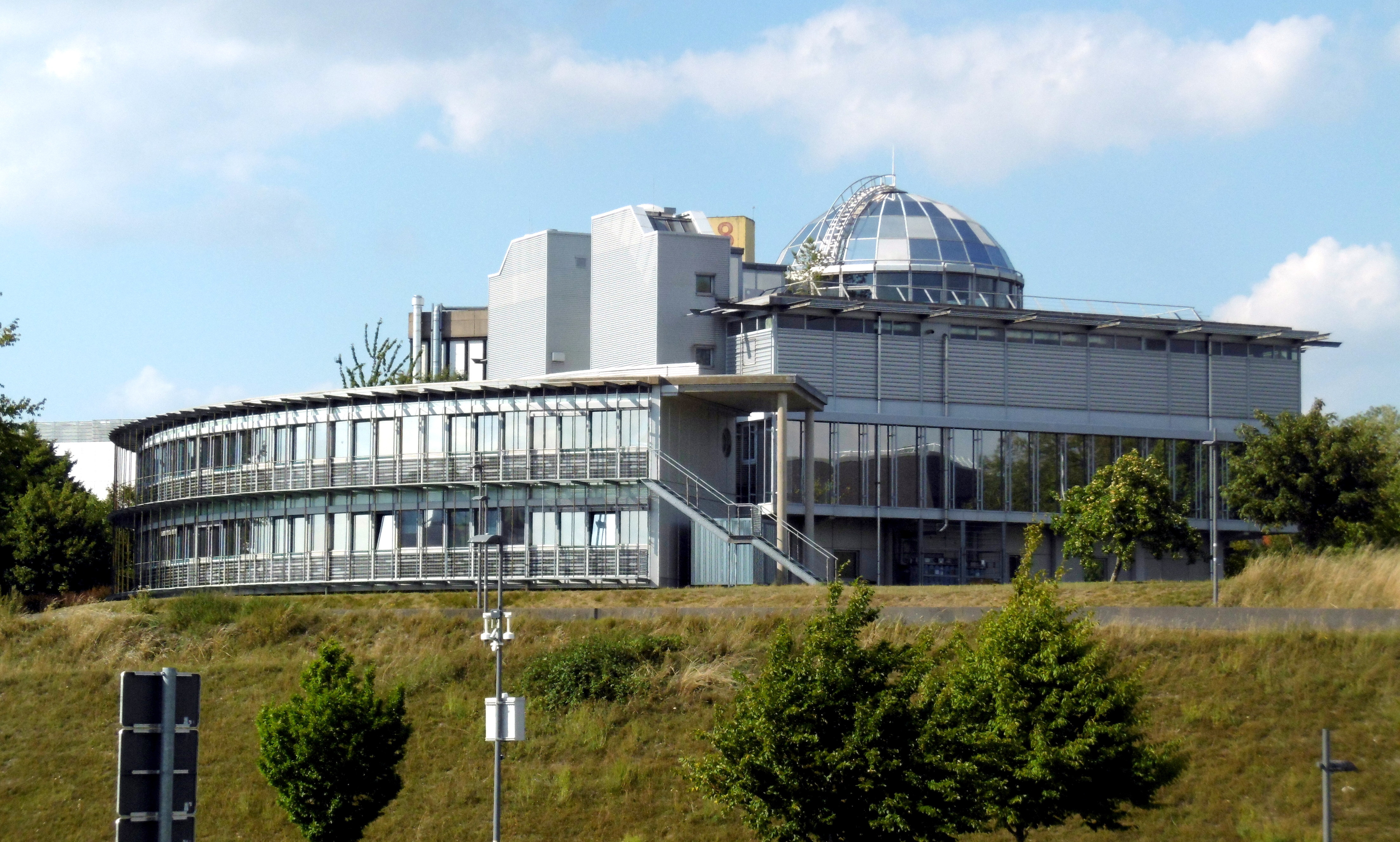
Campus Melaten, AMICA-gebouw
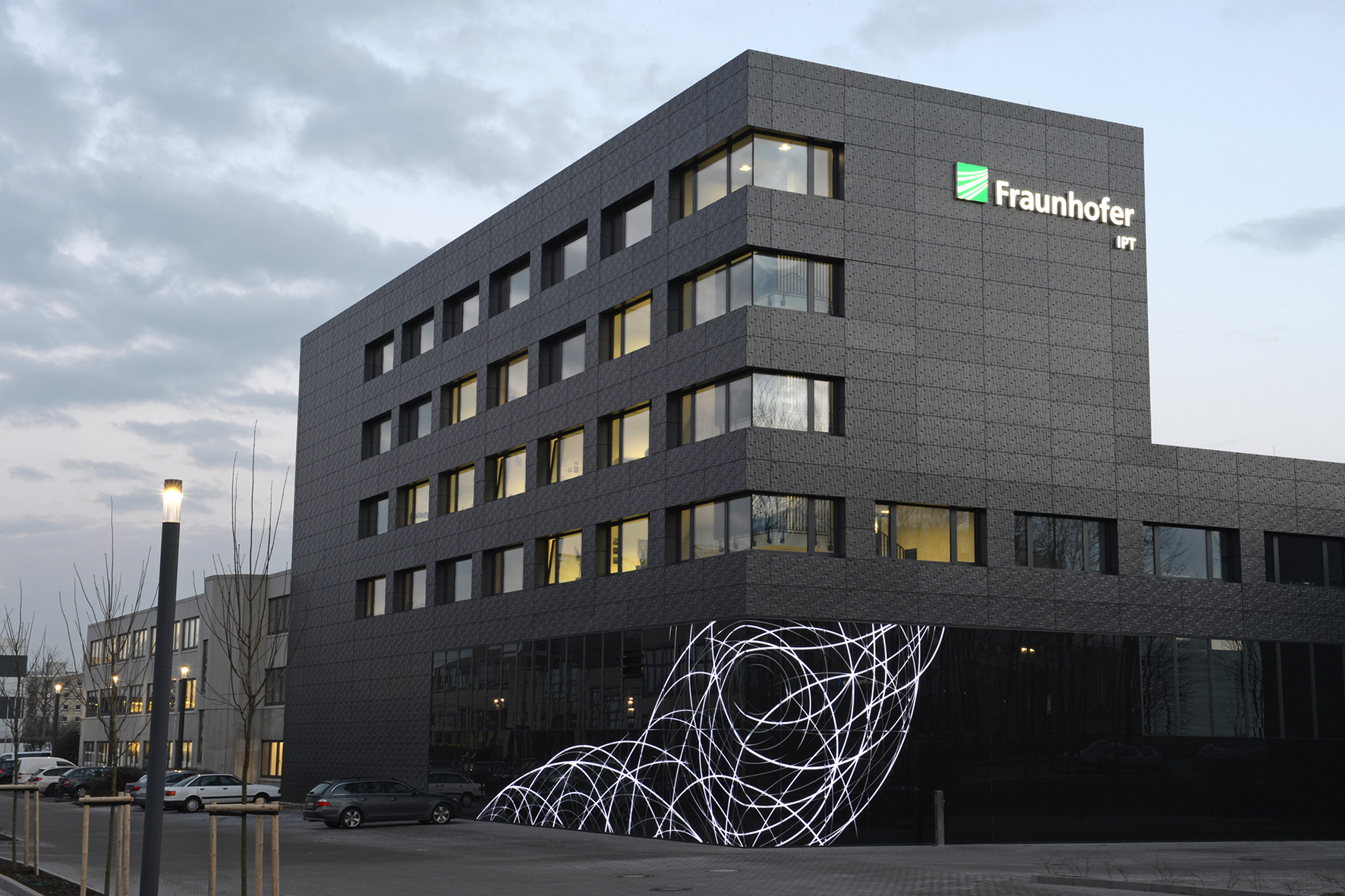
Idem, Fraunhofer-instituut
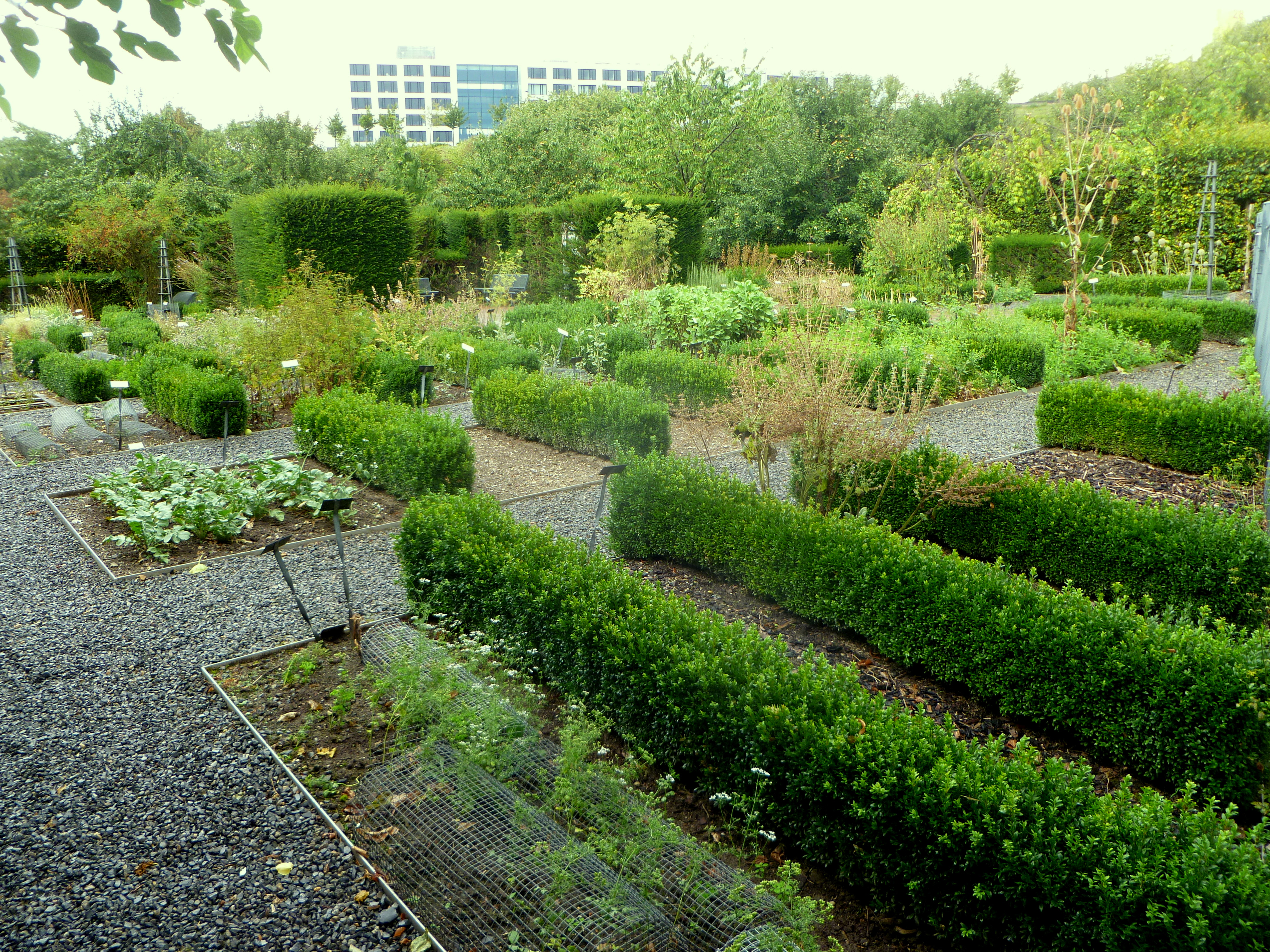
Karlsgarten Melaten
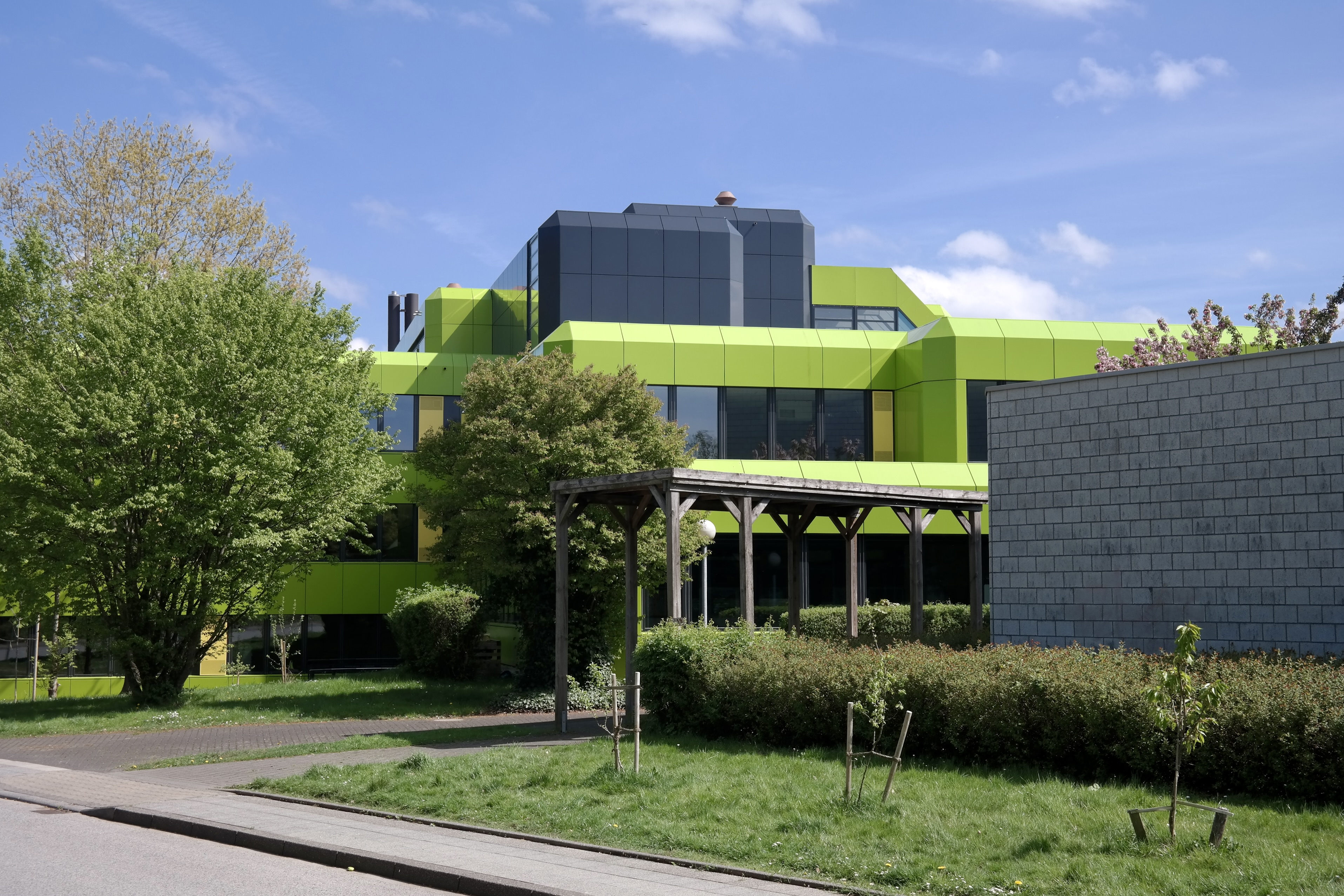
Gerenoveerd Schulzentrum Hander Weg